# Cnemaspis phuketensis
Cnemaspis phuketensis este o specie de șopârle din genul Cnemaspis, familia Gekkonidae, descrisă de Atulananda Das și Leon în anul 2004. Conform Catalogue of Life specia Cnemaspis phuketensis nu are subspecii cunoscute.